# Бондаренко, Феодосий Иосифович
Феодосий Иосифович Бондаренко (12 апреля 1926, село Уютное — 9 июля 1967, Воронеж) — советский футболист, вратарь, мастер спорта СССР (1960). Игрок куйбышевских «Крыльев Советов» и воронежского «Труда».

## Карьера
С 1943 по 1950 семь лет служил в Советской Армии. После окончания войны играл за сборную Группы Советских войск в Германии.
В 1951—1955 защищал ворота куйбышевских «Крыльев Советов», провел 24 матча в Высшей лиге СССР.
В 1953 году выступал за «Зенит» (Ленинград) в ходе международного турне по Скандинавии, а также против сборной Финляндии 2:2.
По ходу первенства 1955 года вместе с Григорием Горностаевым перешёл в воронежскую команду «Труд», где играл до 1960 года.
В 1963 играющий тренер воронежской команды «Энергия». С 1964 — администратор воронежского клуба «Труд».
Умер в 1967 году, похоронен на Коминтерновском кладбище Воронежа.